# Georges Martinez
Georges Martinez est un footballeur français né le 1er mars 1954 à Mascara (Algérie). Il jouait au poste d'attaquant dans les années 1970.
Il évolue principalement en faveur des clubs de Troyes et Besançon.

## Carrière de joueur
- 1971-1972 :  AS Béziers
- 1972-1973 :  Angoulême
- 1973-1974 :  AS Béziers
- 1974-1975 :  FC Nantes
- 1975-1977 :  Troyes AF
- 1977-1981 :  Besançon RC
- 1981-1982 :  Paris FC
- 1982-1983 :  AS Béziers
- 1983-1986 :  CS Thonon
- 1986-1987 :  Pont-de-Chéruy[1]